# Shackles of Gold
Shackles of Gold er en amerikansk stumfilm fra 1922 af Herbert Brenon.

## Medvirkende
- William Farnum som John Gibbs
- Alfred Loring som Charles Van Dusen
- Marie Shotwell som Mrs. Van Dusen
- Myrta Bonillas som Marie
- Wallace Ray som Harry
- Carlton Griffin som Donald Valentine
- Ellen Cassidy som Elsie Chandler
- Henry Carvill som William Hoyt